# Спиридонов, Вячеслав Фёдорович
Вячеслав Фёдорович Спиридонов (25 сентября 1939, Тула, СССР) — советский футболист, нападающий, мастер спорта СССР.

## Биография
Родился 25 сентября 1939 года в Туле, где и начал заниматься футболом в ДЮСШ местного «Металлурга», предшественника «Арсенала».
В 1957 году переведён в первую команду, за которую провёл три сезона, там его заметили представители московского «Локомотива». Во втором сезоне в составе «железнодорожников» Спиридонов попал в список 33 лучших футболистов сезона в СССР, хотя забивал как для форварда относительно мало — по 2—3 гола за сезон, лишь в последнем сезоне отличился 8 мячами.
В 1964 году перешёл в «СКА Одесса» и помог клубу подняться в высшую лигу, где провёл с командой ещё два сезона.
Затем Спиридонов попеременно играл за «Динамо» Брянск и родной тульский «Металлург».
Завершил карьеру в 1970 году, играя поочерёдно за «Динамо» Вологда и «Торпедо» Владимир.